# Ako

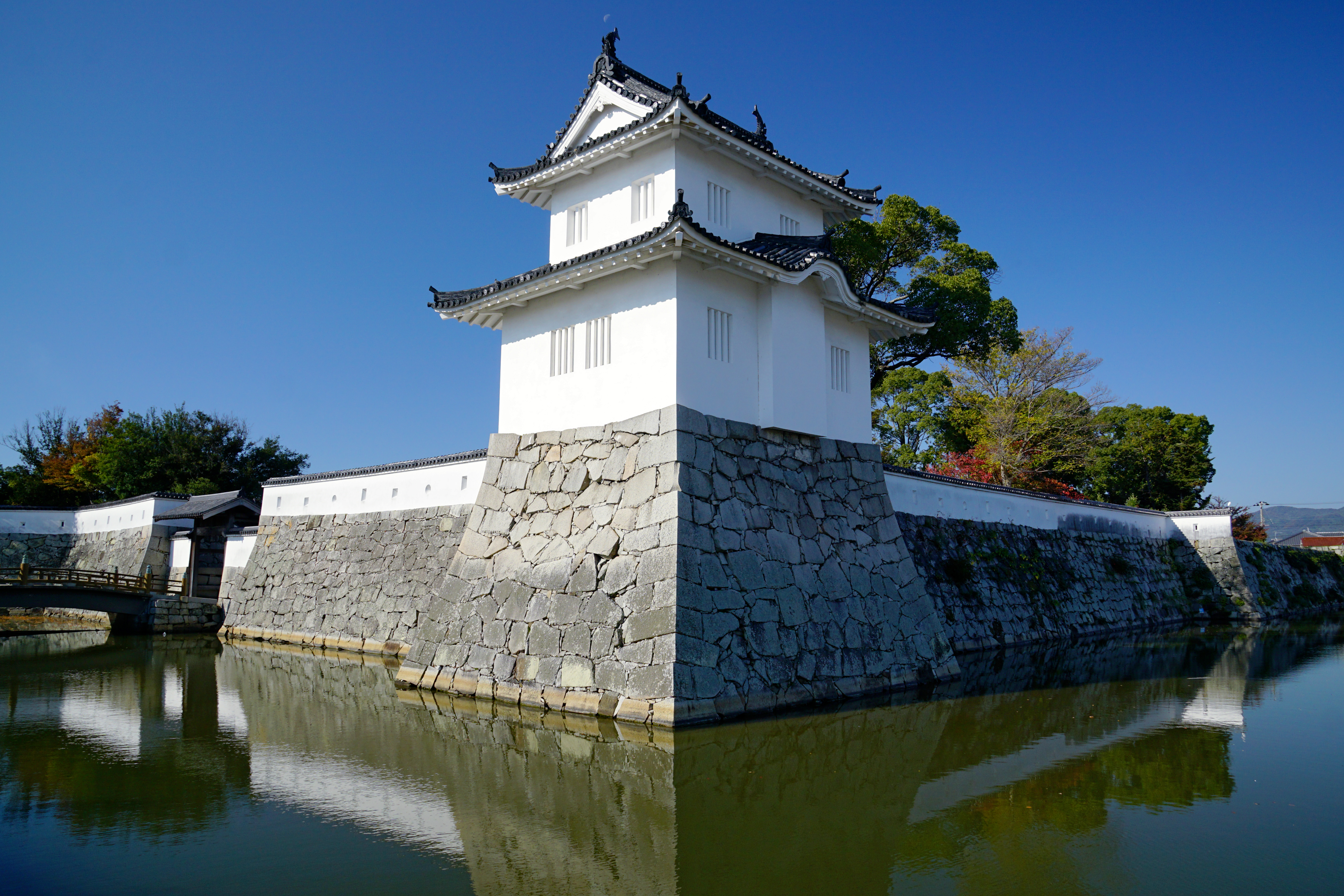
Ako-jo

Localização de Ako no Japão

Ako (赤穂市 -shi) é uma cidade japonesa localizada na província de Hyogo.
Em 2003 a cidade tinha uma população estimada em 51 951 habitantes e uma densidade populacional de 409,55 h/km². Tem uma área total de 126,85 km².
Recebeu o estatuto de cidade a 1 de Setembro de 1951.